# Xiamen Lanshi
Xiamen Lanshi, ook wel bekend onder de naam Xiamen Blue Lions, was een Chinese voetbalclub uit Xiamen, provincie Fujian.
De club werd opgericht in het seizoen 1996. De bijnaam was de "Blue Lions". De club speelde in het Xiamen Stadium. Tijdens het bestaand van de club promoveerde men twee keer naar de Chinese Super League; de hoogste Chinese competitie. Toen de club aan het einde van het seizoen van 2007/2008 degradeerde, hield de club op te bestaan.

## Geschiedenis of naam
- 1996–1997: Xiamen Yincheng
- 1998: Xiamen Fairwiell
- 1999: Xiamen FC
- 2000: Xiamen Xiaxin
- 2001–2003: Xiamen Hongshi
- 2003-2004: Xiamen Jixiang Shishi
- 2004-2008: Xiamen Blue Lions

## Bekende (oud-)trainer
- Arie Schans (Adviseur)

## Bekende (oud-)spelers
- Bertin Tomou

## Erelijst
- Chinese Football Association Jia League (3) : 1999, 2002, 2005

## Competitieresultaten 1993-2007
| Seizoenen | 1996 | 1997 | 1998 | 1999 | 2000 | 2001 | 2002 | 2003 | 2004 | 2005 | 2006 | 2007 |
| --------- | ---- | ---- | ---- | ---- | ---- | ---- | ---- | ---- | ---- | ---- | ---- | ---- |
| divisie   | 3    | 3    | 2    | 2    | 1    | 2    | 2    | 2    | 2    | 2    | 1    | 1    |
| Positie   | 6    | 4    | 6    | 1    | 13   | 6    | 1    | 12   | 3    | 1    | 8    | 15   |